# Poeten og Lillemor i forårshumør
Poeten og Lillemor i forårshumør er en dansk komediefilm fra 1961, skrevet og instrueret af Erik Balling.

## Medvirkende
- Henning Moritzen
- Helle Virkner
- Ove Sprogøe
- Lis Løwert
- Karl Stegger
- Bodil Udsen
- Dirch Passer
- Judy Gringer
- Poul Bundgaard
- Helge Kjærulff-Schmidt
- Palle Huld
- Carl Ottosen
- Kirsten Passer